# Streitberg (Adelsgeschlecht)

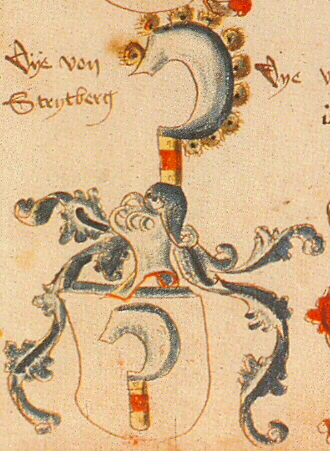
Wappen der Familie nach dem Ingeram-Codex

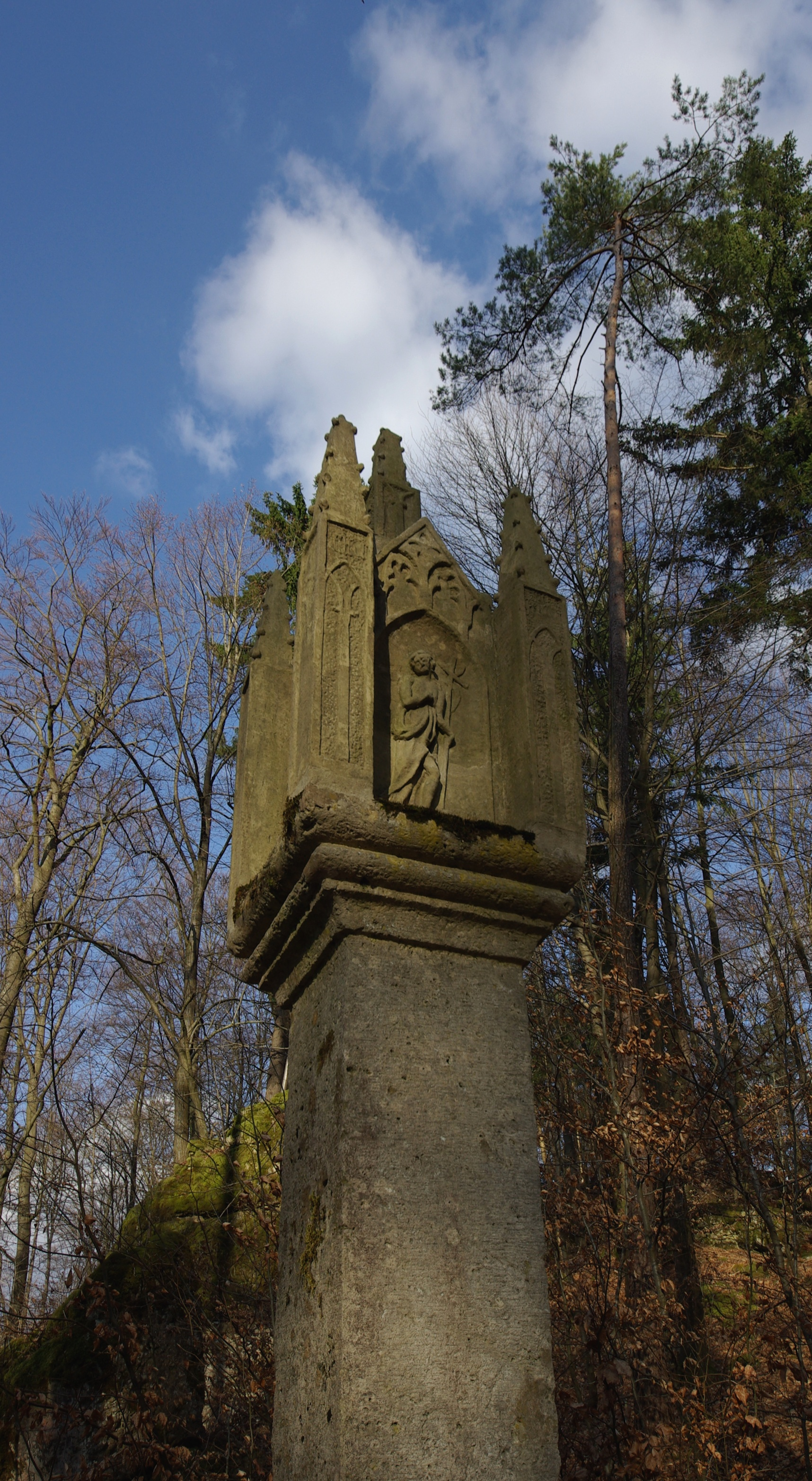
Bildstock „Streitberger Hans“, im 19. Jahrhundert zur Erinnerung an Hans Wilhelm von Streitberg im Park von Schloss Greifenstein errichtet.

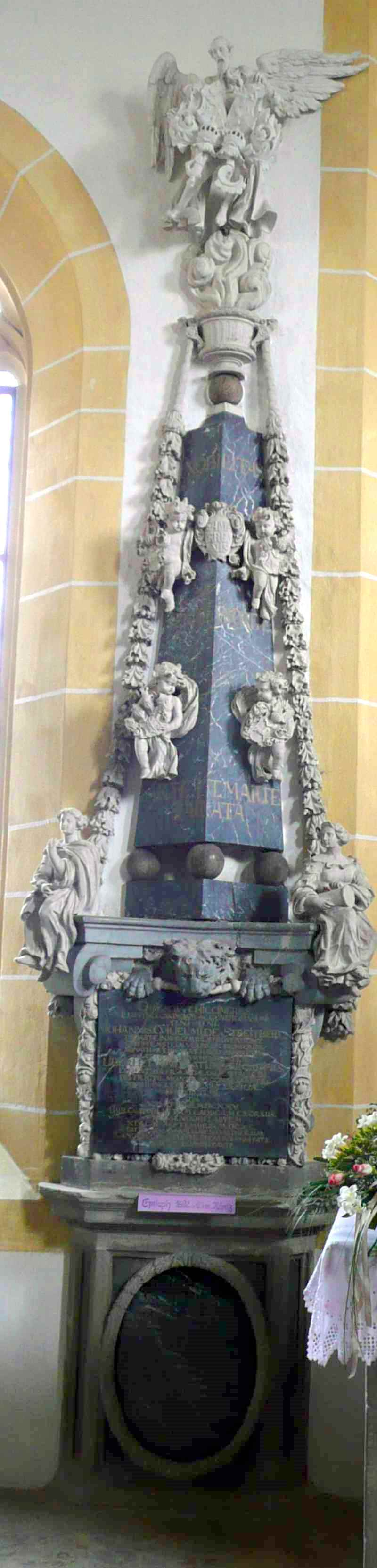
Epitaph für Hans Wilhelm von Streitberg, den letzten seines Geschlechts († 1690), in der Kirche zu Strössendorf bei Burgkunstadt.

Die Familie von Streitberg war ein 1690 erloschenes fränkisches Adelsgeschlecht, immatrikuliert im Ritterkanton Gebürg.

## Geschichte

### Ursprung
Die Familie von Streitberg nannte sich nach dem gleichnamigen Ort Streitberg, heute ein Gemeindeteil von Wiesenttal im oberfränkischen Landkreis Forchheim. Die Streitberger werden als Erbauer der Burg Streitberg vor 1120 vermutet.

### Verbreitung in der Fränkischen Schweiz und Oberfranken
- In der Fränkischen Schweiz erbaute sie neben ihrem Stammsitz um 1120 Sitze in Burggrub, Heiligenstadt mit St. Veit und Michael, Oberleinleiter, Unterleinleiter I und Zoggendorf II. Sie war zeitweise im Besitz von Greifenstein und Veilbronn.[1]

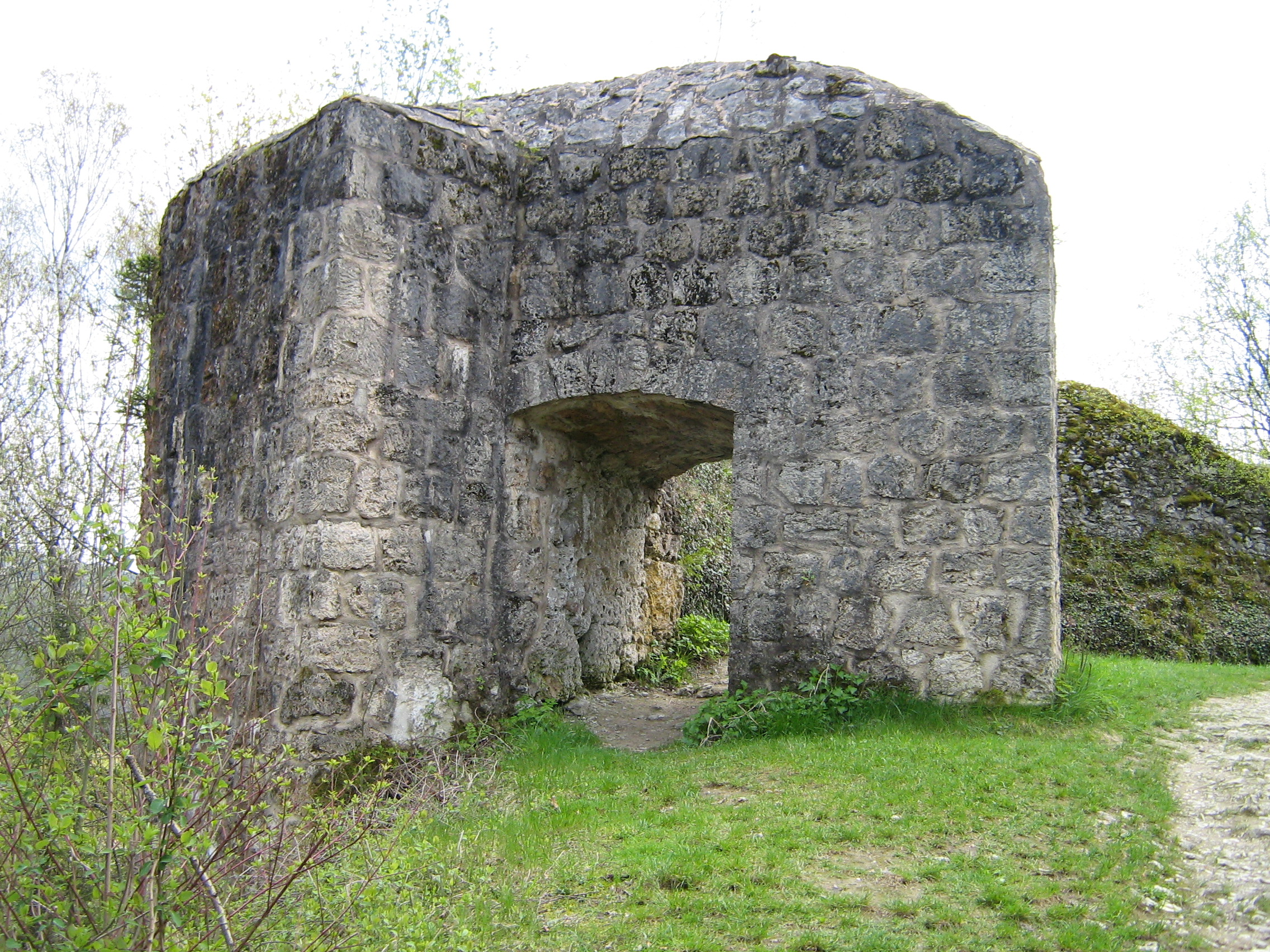
Reste der Umfassungsmauer der Burgruine Streitberg
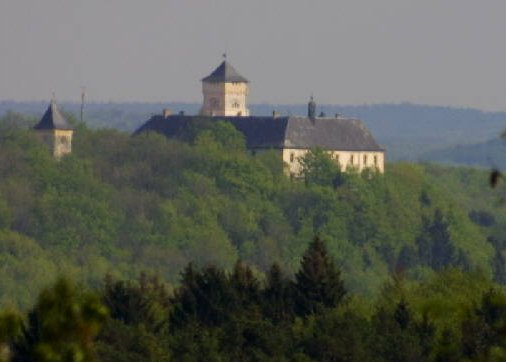
Schloss Greifenstein

- Schloss Ahorn und Ort Ahorn, Muggendorf, Reckendorf, Stücht, Traindorf, Volkmannsreuth

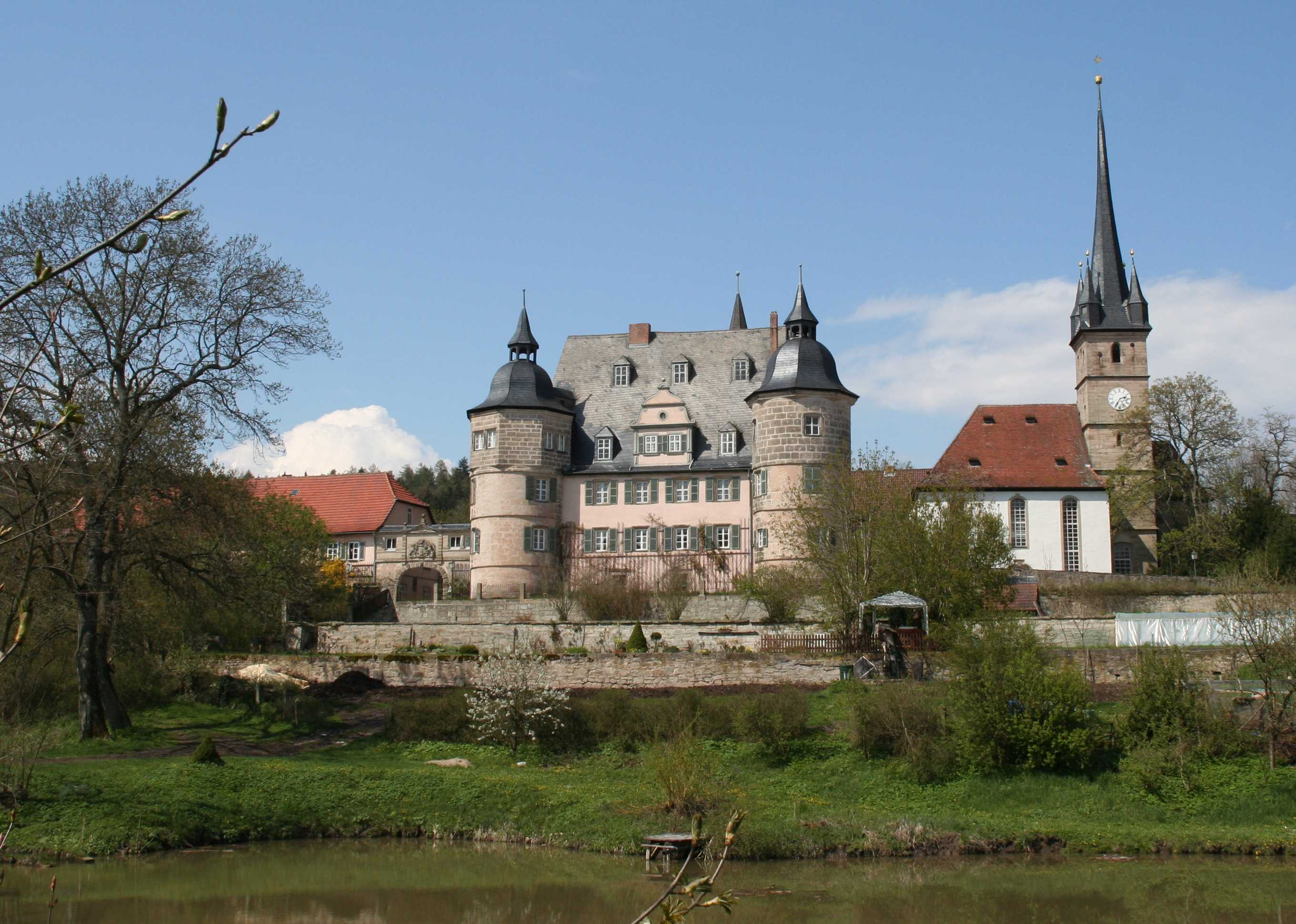
Schloss Ahorn

- Epitaphe: Zwei Epitaphe in der Ahorner Schlosskirche

### Verwandte Geschlechter
- Lüchau

## Wappen
Das Wappen derer von Streitberg zeigt ursprünglich eine Handsichel. Das Wappenbuch von Johann Siebmacher enthielt zu Anfang des 17. Jahrhunderts bereits ein gemehrtes Wappen, geviert mit Sichel und Löwe im Wechsel.

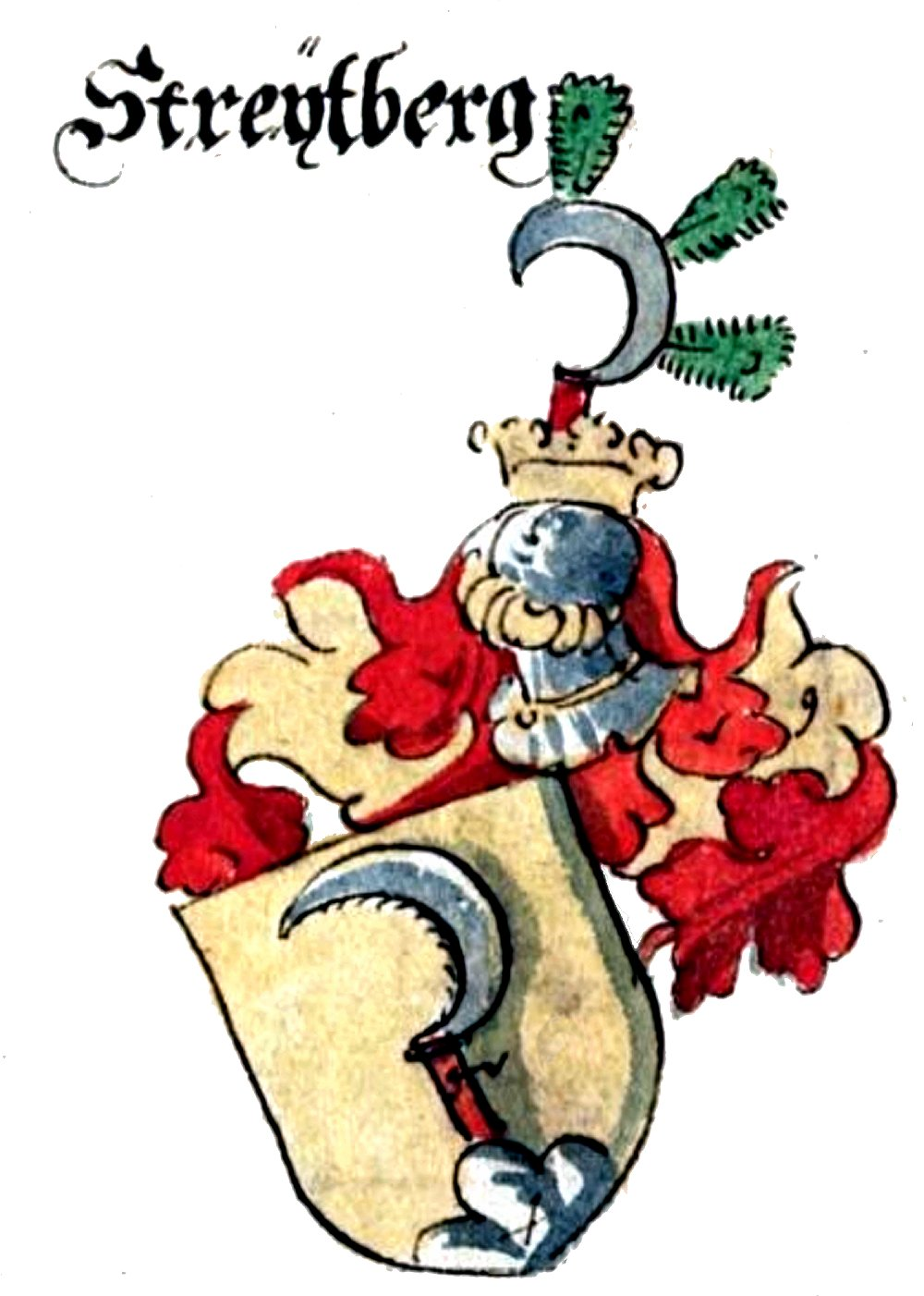
Stammwappen in der Sammlung von Wappen aus verschiedenen, besonders deutschen Ländern, ca. 1600
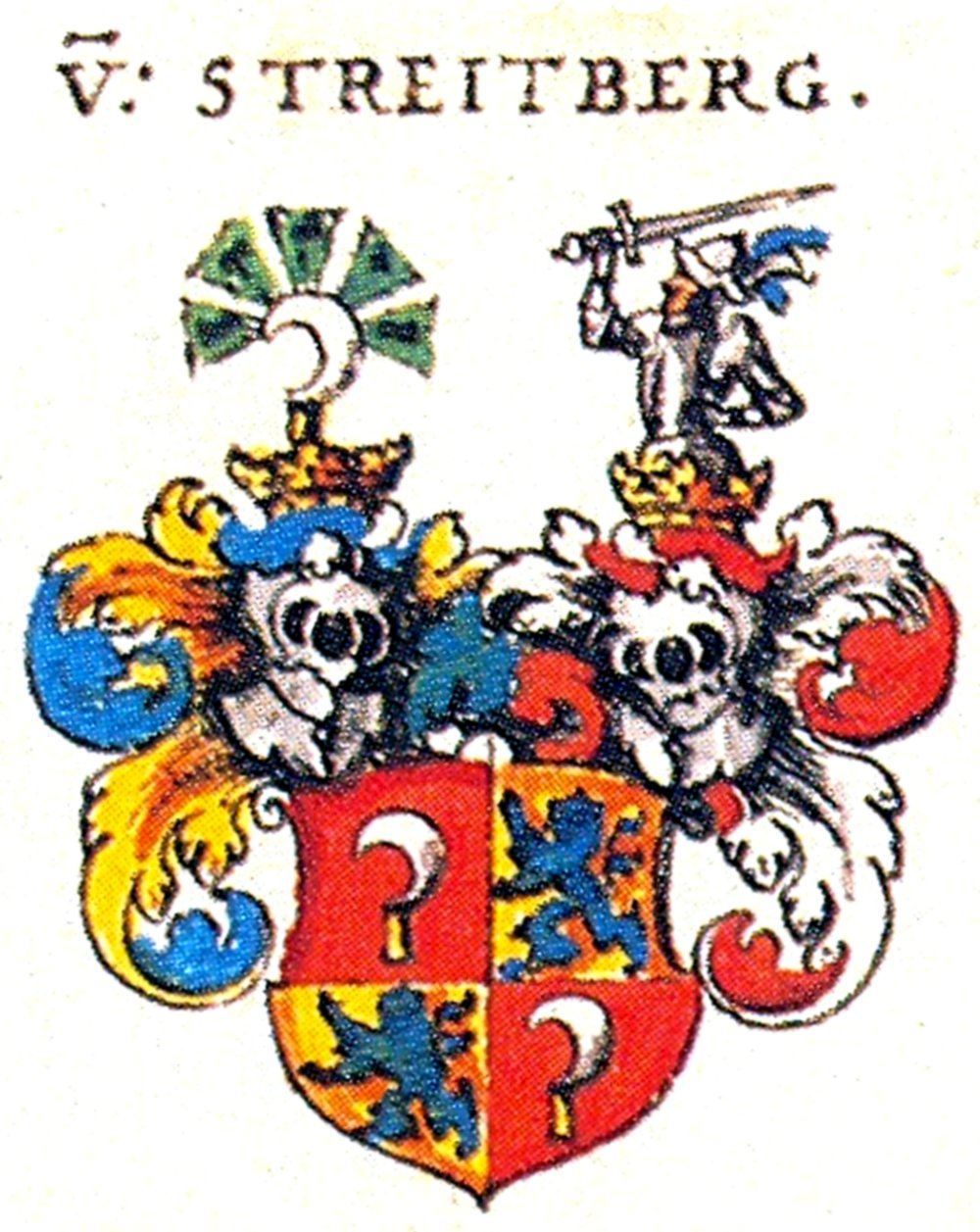
Gemehrtes Wappen der Familie von Streitberg in Johann Siebmachers Wappenbuch, 1605
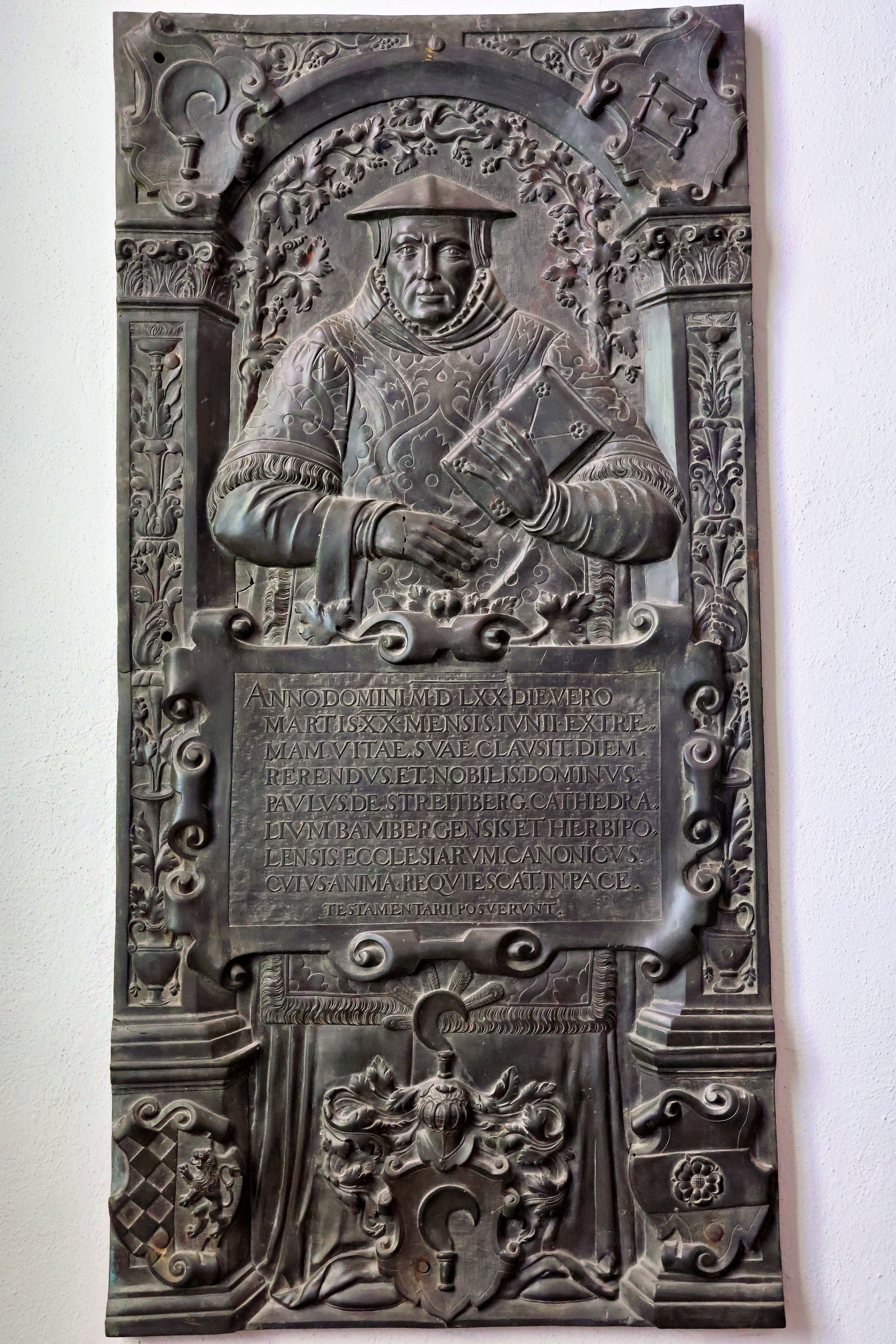
Epitaph des Domherrn Paulus von Streitberg im Würzburger Dom, weitere Wappen sind die von Wallenrode, Laineck und Aufseß
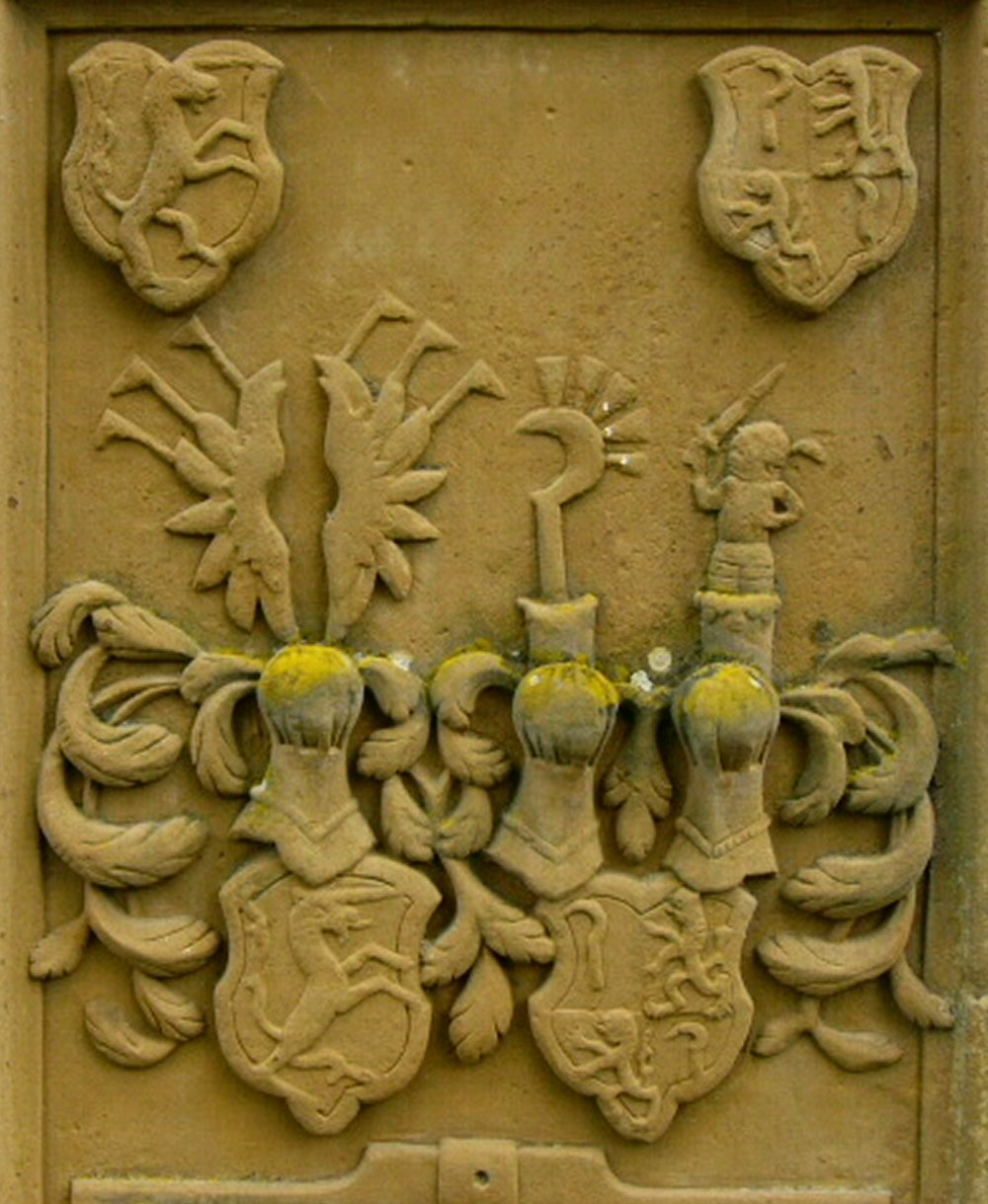
Epitaph an der Kirche in Glashütten mit Wappen der Lüschwitz und der Streitberg

## Persönlichkeiten
- 1255: Heinrich von Streitberg, Bischof von Samland und Mitglied des Deutschen Ordens. Er weihte den St.-Stephans-Altar in der Sebalduskirche zu Nürnberg. Er ist auch als Weihbischof in den Bistümern Bamberg und Würzburg nachweisbar.
- Johann II. von Streitberg († 1. April 1428), Bischof von Regensburg (1421–1428)
- Kunz von Streitberg verwüstete 1466 Schloss Hohenstein